# Tomás Chancalay
Tomás Alejandro Chancalay (n. Viale, Provincia de Entre Ríos, Argentina; 1 de enero de 1999) es un futbolista profesional argentino perteneciente a New England Revolution, de la Major League Soccer. Juega de extremo izquierdo, y tiene contrato hasta diciembre del 2026.

## Carrera

### Inferiores
Chancalay llegó a Manchester City a los 9 años, luego de que coordinadores del fútbol juvenil lo viesen jugando en su ciudad, Viale. Ese mismo año, su categoría fue campeona a nivel nacional y representó a la Argentina en un torneo internacional realizado en el Estadio Santiago Bernabéu.

### Colón
En 2017 se convirtió en jugador del plantel profesional, y debutó el 26 de agosto de 2017, ingresando a los 24 minutos del segundo tiempo por Nicolás Leguizamón, en el empate 1-1 frente a Rosario Central. Convirtió su primer gol el 8 de septiembre del mismo año, dándole la victoria a su equipo frente a Arsenal por 0-1.
Debutó en la Copa Sudamericana el 26 de septiembre de 2018, partido que terminó perdiendo por 1-0 frente a Junior de Barranquilla. Durante esa temporada, jugó 16 partidos por liga y convirtió 2 goles.
En la temporada 2019-20 tuvo más participación en la Copa Sudamericana, convirtiendo su primer gol en dicho torneo frente a Zulia de Venezuela. Disputó la final jugada en Paraguay frente a Independiente del Valle de Ecuador, ingresando a los 32 minutos del segundo tiempo por Christian Bernardi. El Sabalero finalmente perdió la final frente al conjunto ecuatoriano por 3-1

### Racing Club
El 8 de febrero de 2021 se concretó su pase a Racing Club, a préstamo por un año con dos opciones de compra: una de 1.250.000 dólares por el 50% del pase y otra de 2.500.000 dólares por el 100% del pase.
Durante la Copa Libertadores 2021, fue el goleador de la Academia tras convertir dos de sus cinco goles a Club Sporting Cristal. El 25 de mayo de ese mismo año logra anotar el primer triplete de su carrera en la victoria de su equipo por 3-0 ante Rentistas por la última fecha de la fase de grupos de la Copa Libertadores 2021.
El 18 de mayo de 2022, vuelve a convertir un gol de forma internacional ante FBC Melgar, por la quinta fecha de la fase de grupos en la  Copa Sudamericana 2022. El partido finalizó 1-0 a favor de Racing Club en el Estadio Presidente Perón.
En la decimocuarta fecha de la Primera División 2022, volvería a hacer un gol ante Club Atlético Banfield. Sin embargo, no lo gritó, y esto fue muy cuestionado por los hinchas de Racing.
En su último partido con la camiseta de Racing Club, se haría expulsar por el árbitro en un encuentro ante Club Atlético San Lorenzo de Almagro por la decimoquinta fecha del Torneo de La Liga, el 23 de agosto del año 2022. A las pocas horas, fue mencionado por la vicepresidenta Cristina Fernández en su discurso de la por su «Causa Vialidad», confundiéndole con un funcionario homónimo.

### Al-Wasl Football Club
El 31 de agosto del 2022, es cedido a préstamo con opción de compra al Al-Wasl Football Club de Emiratos Árabes Unidos.
Debutó el 9 de septiembre del 2022, y su equipo se impuso 2-1 en el marcador. Sin embargo, el tribunal de justicia de los Emiratos Árabes Unidos se lo dio por perdido 3-0 por no cumplir con la fecha de suspensión en el partido frente a Club Atlético San Lorenzo de Almagro, cuando él estaba en Racing Club de Argentina.

## Selección nacional
Chancalay fue convocado para la sub-20 para disputar el Mundial 2019, disputado en Polonia. Debutó con la Albiceleste el 31 de mayo en la derrota por 2-1 frente a Corea del Sur. El entrerriano fue titular pero luego sería reemplazado a los 20 minutos del segundo tiempo por Adolfo Gaich. Jugaría otros 3 minutos, ingresando a los 12 del segundo tiempo del alargue en los octavos de final. En los penales, Chancalay erró y Malí avanzó a los cuartos de final.

## Estadísticas

### Clubes
Actualizado hasta su último partido disputado el 12 de julio de 2025.
| Club                                  | Div.          | Temporada     | Liga  | Liga  | Liga   | Copas nacionales | Copas nacionales | Copas nacionales | Copas internacionales | Copas internacionales | Copas internacionales | Total | Total | Total  |
| Club                                  | Div.          | Temporada     | Part. | Goles | Asist. | Part.            | Goles            | Asist.           | Part.                 | Goles                 | Asist.                | Part. | Goles | Asist. |
| ------------------------------------- | ------------- | ------------- | ----- | ----- | ------ | ---------------- | ---------------- | ---------------- | --------------------- | --------------------- | --------------------- | ----- | ----- | ------ |
| C. A. Colón Argentina                 | 1.ª           | 2017-18       | 23    | 3     | 2      | —                | —                | —                | —                     | —                     | —                     | 23    | 3     | 2      |
| C. A. Colón Argentina                 | 1.ª           | 2018-19       | 16    | 2     | 2      | 2                | 0                | 1                | 3                     | 0                     | 0                     | 21    | 2     | 3      |
| C. A. Colón Argentina                 | 1.ª           | 2019-20       | 17    | 0     | 0      | 3                | 2                | 0                | 6                     | 1                     | 0                     | 26    | 3     | 0      |
| C. A. Colón Argentina                 | 1.ª           | 2020          | —     | —     | —      | 10               | 0                | 2                | —                     | —                     | —                     | 10    | 0     | 2      |
| C. A. Colón Argentina                 | Total club    | Total club    | 56    | 5     | 4      | 15               | 2                | 3                | 9                     | 1                     | 0                     | 80    | 8     | 7      |
| Racing Club Argentina                 | 1.ª           | 2021          | 24    | 2     | 3      | 19               | 5                | 1                | 6                     | 5                     | 0                     | 49    | 12    | 4      |
| Racing Club Argentina                 | 1.ª           | 2022          | 11    | 2     | 1      | 16               | 2                | 4                | 4                     | 1                     | 0                     | 31    | 5     | 5      |
| Racing Club Argentina                 | Total club    | Total club    | 35    | 4     | 4      | 35               | 7                | 5                | 10                    | 6                     | 0                     | 80    | 17    | 9      |
| Al-Wasl F. C. · EAU                   | 1.ª           | 2022-23       | 20    | 9     | 5      | 7                | 2                | 0                | —                     | —                     | —                     | 27    | 11    | 5      |
| Al-Wasl F. C. · EAU                   | Total club    | Total club    | 20    | 9     | 5      | 7                | 2                | 0                | 0                     | 0                     | 0                     | 27    | 11    | 5      |
| New England Revolution Estados Unidos | 1.ª           | 2023          | 13    | 6     | 0      | —                | —                | —                | —                     | —                     | —                     | 13    | 6     | 0      |
| New England Revolution Estados Unidos | 1.ª           | 2024          | 12    | 2     | 1      | —                | —                | —                | 6                     | 4                     | 0                     | 18    | 6     | 1      |
| New England Revolution Estados Unidos | 1.ª           | 2025          | 13    | 2     | 1      | 1                | 1                | 0                | —                     | —                     | —                     | 14    | 3     | 1      |
| New England Revolution Estados Unidos | Total club    | Total club    | 38    | 10    | 2      | 1                | 1                | 0                | 6                     | 4                     | 0                     | 45    | 15    | 2      |
| Total carrera                         | Total carrera | Total carrera | 149   | 28    | 15     | 58               | 12               | 8                | 25                    | 11                    | 0                     | 232   | 51    | 23     |
| 1. 2.                                 |               |               |       |       |        |                  |                  |                  |                       |                       |                       |       |       |        |

### Tripletes
| Lista de partidos en los que anotó tres o más goles | Lista de partidos en los que anotó tres o más goles | Lista de partidos en los que anotó tres o más goles | Lista de partidos en los que anotó tres o más goles | Lista de partidos en los que anotó tres o más goles | Lista de partidos en los que anotó tres o más goles | Lista de partidos en los que anotó tres o más goles |
| N.º                                                 | Fecha                                               | Partido                                             | Goles                                               | Resultado                                           | Competición                                         |                                                     |
| --------------------------------------------------- | --------------------------------------------------- | --------------------------------------------------- | --------------------------------------------------- | --------------------------------------------------- | --------------------------------------------------- | --------------------------------------------------- |
| 1                                                   | 25 de mayo de 2021                                  | Racing Club - Rentistas                             | Anotado · Anotado · Anotado                         | 3 - 0                                               | Copa Libertadores 2021                              |                                                     |

### Finales disputadas
- Subcampeón de la Copa Santa Fe con Colón en 2018.
- Subcampeón de la Copa Sudamericana con Colón en 2019.
- Subcampeón de la Supercopa Argentina 2019 con  Racing Club en 2021.
- Subcampeón de la Copa de la Liga Profesional 2021 con Racing Club.

### Selección
| Selección     | Año           | Amistosos | Amistosos | Eliminatorias | Eliminatorias | Mundial | Mundial | Copa América | Copa América | Mundial Sub-20 | Mundial Sub-20 | Juegos Panamericanos | Juegos Panamericanos | Preolímpico | Preolímpico | Juegos Olímpicos | Juegos Olímpicos | Total | Total | Media goleadora |
| Selección     | Año           | PJ        | G         | PJ            | G             | PJ      | G       | PJ           | G            | PJ             | G              | PJ                   | G                    | PJ          | G           | PJ               | G                | PJ    | G     | Media goleadora |
| ------------- | ------------- | --------- | --------- | ------------- | ------------- | ------- | ------- | ------------ | ------------ | -------------- | -------------- | -------------------- | -------------------- | ----------- | ----------- | ---------------- | ---------------- | ----- | ----- | --------------- |
| Sub-20        | 2019          | 1         | 0         | -             | -             | -       | -       | -            | -            | 2              | 0              | -                    | -                    | -           | -           | -                | -                | 3     | 0     | 0               |
| Sub-20        | Total         | 1         | 0         | -             | -             | -       | -       | -            | -            | 2              | 0              | -                    | -                    | -           | -           | -                | -                | 3     | 0     | 0               |
| Total carrera | Total carrera | 1         | 0         | -             | -             | -       | -       | -            | -            | 2              | 0              | -                    | -                    | -           | -           | -                | -                | 3     | 0     | 0               |